# Antonio Poveda Martínez
Antonio Poveda Martínez, també conegut com a Toni Poveda (València, 1969) és un activista de VIH i LGBTI, i sindicalista valencià. És director de la Coordinadora Estatal de VIH i SIDA (CESIDA) i vicepresident de la Fundació Pedro Zerolo. Entre 2007 i 2012 va ser el president de la Federació Estatal de Lesbianes, Gais, Transsexuals i Bisexuals.
Antonio Poveda va treballar a l'empresa Ford Motor Company i fou militant sindical abans de començar el seu activisme LGBTI.
En 1991 va començar el seu activisme al Col·lectiu Lambda de València, on va arribar a ser el seu coordinador general.4 En els anys 2000 va ser un dels activistes que van començar la batalla judicial per aconseguir el matrimoni igualitari a Espanya, al costat de Pedro Zerolo, Beatriz Gimeno o Boti García Rodrigo.
En 2007 va ser elegit president de la FELGTB i va succeir a Beatriz Gimeno. Durant la seva presidència, la FELGTB va aconseguir ser reconeguda com a organització consultiva del Consell Econòmic i Social de l'ONU, convertint-se així en la quarta organització LGBTI a nivell mundial i primera organització LGBTI llatina a formar part d'aquest. a més, aquests anys van estar marcats per una forta oposició al Partit Popular, partit que va mantenir un recurs d'inconstitucionalitat contra la llei de matrimoni igualitari aprovada en 2005.
El 2012, fou succeït per Boti García Rodrigo al capdavant de la FELGTB. Darrerament, ha estat director de la Coordinadora estatal de VIH y sida (CESIDA) i vicepresident de la Fundació Pere Zerolo.